# مكاك ياباني
المَكّاك اليابانيّ (الاسم العلمي: Macaca fuscata) (بالإنجليزية: Japanese macaque)‏ هو نوع من الحيوانات يتبع جنس المكاك من فصيلة سعادين العالم القديم.
المكاك الياباني هو نوع من القرود تعيش في المناطق الباردة في اليابان وتأقلمت للعيش على الجليد. وهو النوع الوحيد من القرود التي تعيش على الجليد ولا يوجد منه ما يعيش في مناطق تتعدى شمال اليابان. يتميز بالوجه الأحمر ويبلغ طول الذكر نحو 55 سنتيمتر من الرأس إلى الذيل. يزن الذكر نحو 11 كيلوجرام والأنثى تزن بين 8-9 كيلوغرام.
مما يسترعي الانتباه هو استخدام قرود المكاك العيون الساخنة الطبيعية في التدفئة، حيث يلجأ جموعه إليها للإستجمام والوقاية من برد الريح والجليد حولهم.

## معيشته

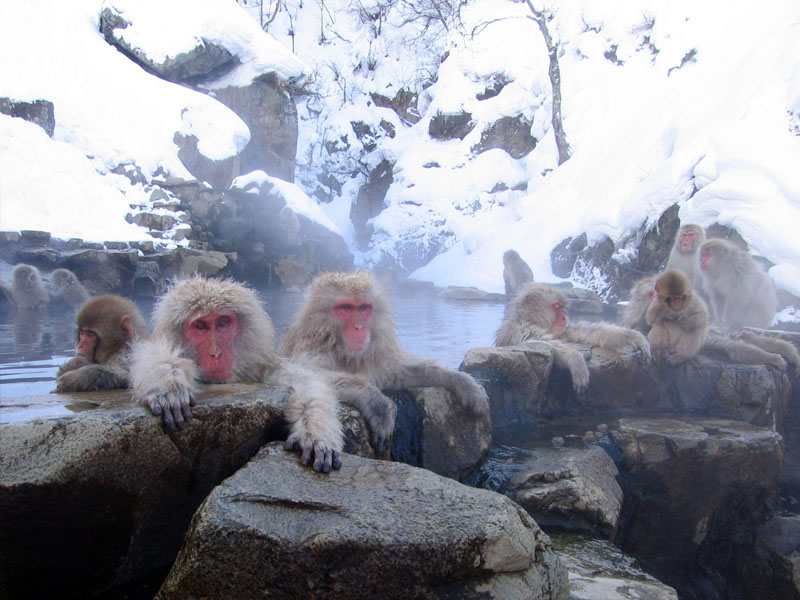
قرود المكاك في إحدى العيون الساخنة وحولهم الجليد في محمية جيغوكونداني بولاية ناجانو باليابان.

يعيش قرد الجليد في شمال جزيرة هونشو اليابانية حيث تكثر العيون الساخنة الطبيعية في مناطق يغطيها الجليد في الشتاء. وتبلغ درجة حرارة العيون نحو 40 درجة مئوية في حين يمكن ان تصل درجة حرارة الجو حولها 20 تحت الصفر . أول مرة يلاحظ فيها الناس لجوء هذا النوع من القرود للعيون الساخنة للاستحمام والتدفئة كان في عام 1963 . ويعتقد المختصون أن القرود قد تعلمت تلك العادة من الكهنة اليابانيين الذي يستحمون في تلك المياه .ومنذ هذ التاريخ وترى جموع القرد في الشتاء في العيون الساخنة . وتحتفظ كل مجموعة منها بما تحت يدها من عين ساخنة وتتعارك مع أي دخيل وغريب عليهم وتطرده منها . قد تصل إحدى «قبائل» قرد المكاك إلى 150 عضو .

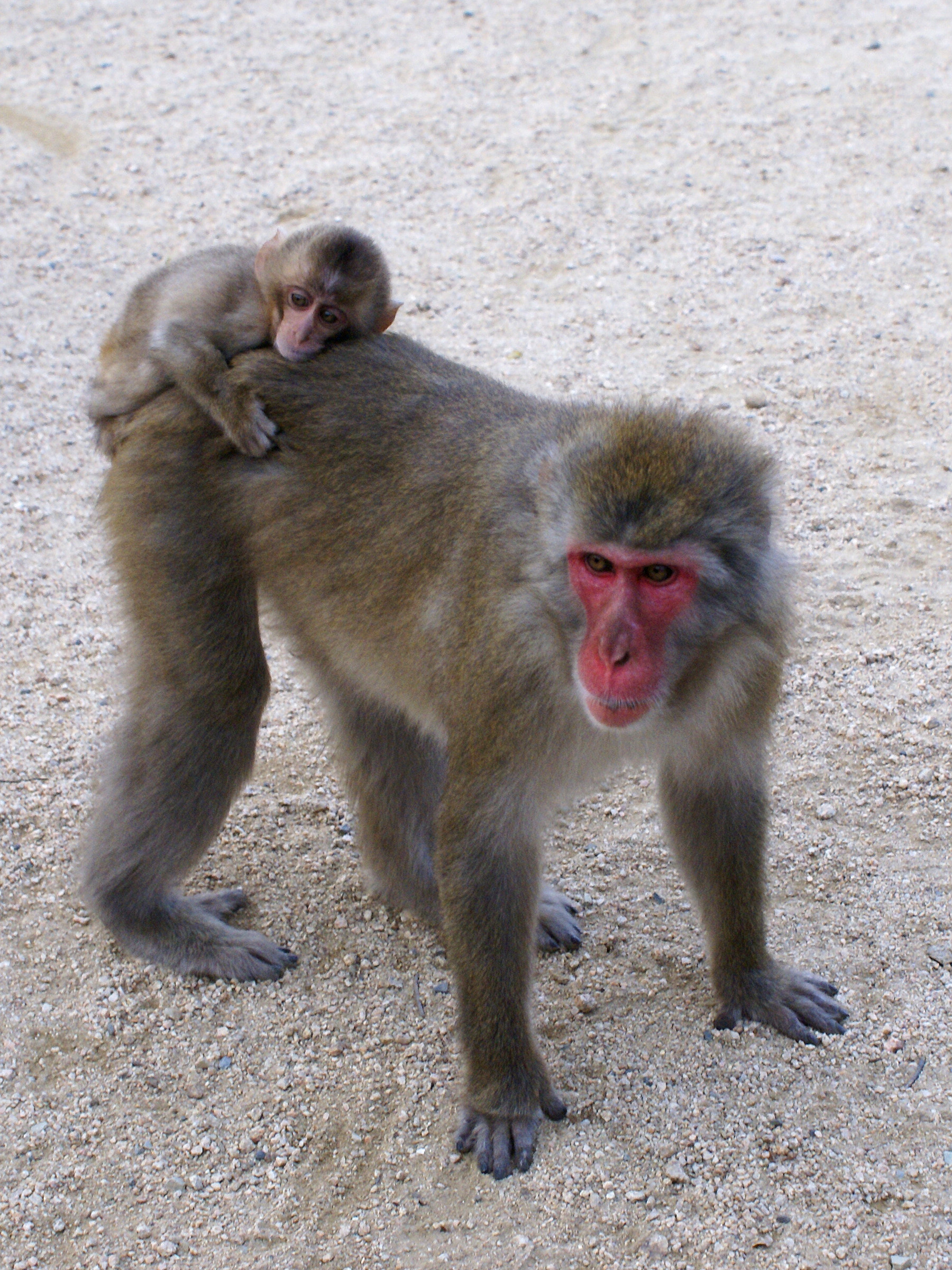

تشكل العين الساخنة مكانا اجتماعيا للقرود يجتمعون فيه ويحضن بعضهم بعض للتدفئة، ويفتشون لبعضهم البعض في شعرهم عن حشرات وقمل قد تكون عالقة بها . يعمل ذلك على تقارب وتعاطف بينهم .
تهتم القردة الأم بإبنها فهي تحمله أثناء الحمل في بطنها وبعد ولادته تحمله على ظهرها . وتطعمه وتعلمه تغذية نفسه حتى يكبر ويصبح سنه ثلاثة أعوام ونصف عام ويصبح بالغا جنسيا، فيكون عليه الانطلاق ومغادر القبيلة ويبحث لنفسه على قبيلة أخرى . تختار الأنثى الذكر عند التعشير، وهي تختار عادة الذكر الألفا - أي كبير القرود - وهو يعتني بالقبيلة . وتعيش الأنثيات مع بعضهن البعض لا تفارقن القبيلة .
يأكل فرد المكاك الحبوب والأعشاب والبندق وأوراق الشجر والقواقع . أما في الشتاء فيقتصر أكلهم على قشر الأشجار حيث يغطي الجليد كا ما على الأرض بارتفاع 70 سنتيمتر أو أكثر.

## تمليح الغذاء

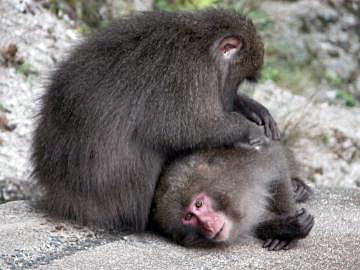
المكاك الياباني حيوان اجتماعي.

لوحظ في عام 1953 على جزيرة كوجيما اليابانية أن إحدى الإناث كانت تغطس حبات البطاطس في الماء المالح قبل أكلها . فقد وجدت أن البطاطس تفقد الأتربة التي عليها بغسلها في الماء، وعلاوة على ذلك يتحسن مذاقها . ومنذ هذا الوقت وقد تعلم كثيرون من قرود المكاك أن «تمليح» المأكولات يعطيها مذاقا طيبا . بل وتعلموا أيضا أنهم عندما يلقون حبوب القمح المختلطة بالتراب في الماء فإن التراب يرسب وتطفو الحبوب على الماء، فيسهل جمع الحبوب نظيفة وأكلها .